# Brama Młyńska w Stargardzie
Brama Młyńska  (niem. Mühlentor, inne nazwy to: Wodna, Portowa, Herbowa, i Rzeczna) – jedna z czterech średniowiecznych bram miasta. Należy do unikatowych zabytków tego typu w Europie, zarówno przez funkcję jaką pełniła w średniowieczu, ale także ze względu na wyjątkową architekturę. Brama Młyńska, kolegiata Mariacka i pozostałe mury obronne rozporządzeniem Prezydenta RP z dnia 17 września 2010 zostały uznane za pomnik historii.

## Historia
Należy do najbardziej charakterystycznych budowli Stargardu. Zbudowana została prawdopodobnie w pierwszej połowie XV w. Jej rysunek zamieszczony był na dawnych pieczęciach i w starym herbie miasta, który był w użytku jeszcze w XX w. Nazwa Brama Młyńska pochodzi od młyna, który został wybudowany obok na Kanale Młyńskim w latach 1240–1268. Brama spełniała funkcje kontrolne oraz była uprawniona do pobierania myta za przewóz towarów na rzece. W okresie PRL znajdował się tu punkt informacyjny Polskiego Towarzystwa Turystyczno-Krajoznawczego, zaś później miało tu swoją siedzibę Stargardzkie Stowarzyszenie Miłośników Sztuk Plastycznych Brama. Obecnie brama Młyńska jest siedzibą Stargardzkiego Bractwa Rycerskiego „GRYF”, które przejęło ją w 2007 r. w wyniku przeprowadzonego konkursu.
Od 2008 do 2010 prowadzono kapitalny remont bramy, pierwszy od 70 lat.

## Architektura

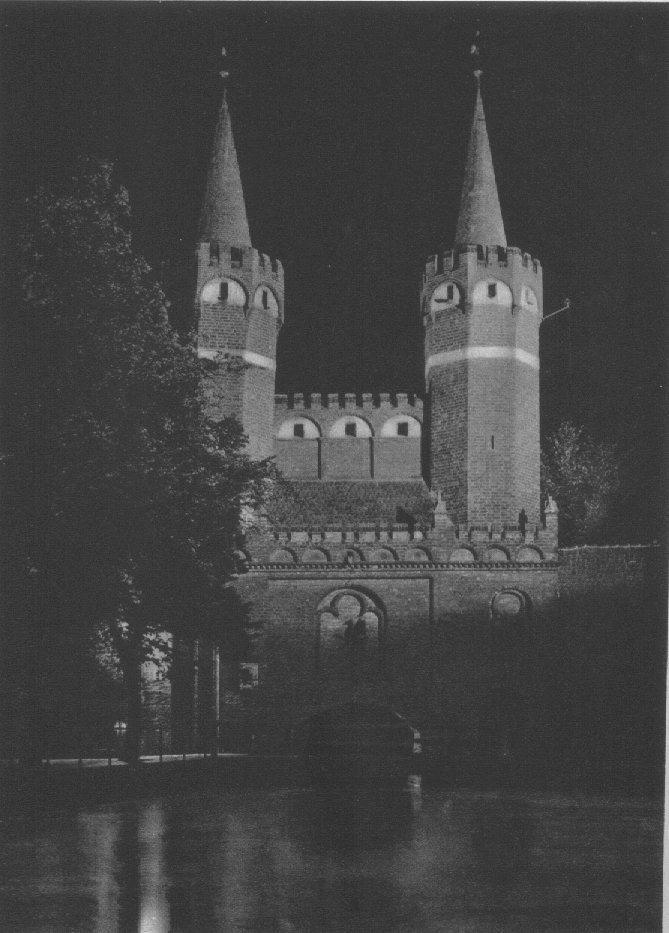
Brama Młyńska nocą, zdjęcie ok. 1920

Brama została wzniesiona na podstawie prostokąta (14 x 6 m), jest dwukondygnacyjną budowlą z cegły. Stoi ona ponad korytem Kanału Młyńskiego, szerokość przepływu wynosi ok. 6 m. Brama kryta jest dachem czterospadowym z dwiema ośmiobocznymi wieżami o wysokości 28 m, które wystają ponad dach. Ponad przejazdem nad korytem rzeki od zewnątrz znajdują się dwa małe okienka strażnicze, zaś od strony miasta trzy. Elewacja murów zewnętrznych od strony miasta udekorowana jest dwiema blendami wypełnionymi lasowaniem z rozetą, które wzorowane są na kształtach na kolegiacie NMP. Wieże posiadają otwory strzelnicze i zębate zwieńczenia ścian (krenelaże) z ceglanymi hełmami w kształcie ostrosłupów zakończonych iglicami z kulami i gryfami. Podczas kolejnych remontów sylwetka bramy uległa zmianie. W pierwszej poł. XIX w. brama służyła jako areszt, łuk przejazdu zabudowany był wówczas ryglowanymi ścianami. W drugiej połowie XIX w. zabytek przekształcono w duchu neogotyku, zmieniając formę przejazdu i dodając liczne blanki, zaś w 1938 roku wygląd bramy został nieco złagodzony.